# OLiS

Logo della OLiS

La OLiS (Oficjalna Lista Sprzedaży, lett. "classifica ufficiale delle vendite") è la classifica redatta e pubblicata a scadenza settimanale dei cinquanta album musicali più venduti in Polonia. È stata lanciata il 23 ottobre 2000 dalla Związek Producentów Audio-Video, l'associazione dell'industria musicale nazionale. La società di ricerche di mercato Taylor Nelson Sofres si occupa di raccogliere i dati necessari alla realizzazione della classifica da più di 200 punti vendita fisici e online esistenti in Polonia.

## Album più venduti per anno
| Anno | Artista                        | Album                               | Note   |
| ---- | ------------------------------ | ----------------------------------- | ------ |
| 2000 | Arka Noego                     | A gu gu                             | [ 1 ]  |
| 2001 | Ich Troje                      | Ad. 4                               | [ 1 ]  |
| 2002 | Ich Troje                      | Ad. 4                               | [ 1 ]  |
| 2003 | Ich Troje                      | Po piąte... a niech gadają          | [ 1 ]  |
| 2004 | AA.VV.                         | The Best Smooth Jazz... Ever!       | [ 1 ]  |
| 2005 | AA.VV.                         | The Best Smooth Jazz... Ever! Vol.2 | [ 1 ]  |
| 2006 | Piotr Rubik & Zbigniew Książek | Psałterz Wrześniowy                 | [ 1 ]  |
| 2007 | AA.VV.                         | RMF FM Najlepsza muzyka po polsku   | [ 1 ]  |
| 2008 | Feel                           | Feel                                | [ 1 ]  |
| 2009 | Michael Jackson                | King of Pop                         | [ 1 ]  |
| 2010 | Sade                           | Soldier of Love                     | [ 2 ]  |
| 2011 | Adele                          | 21                                  | [ 3 ]  |
| 2012 | Artur Andrus                   | Myśliwiecka                         | [ 4 ]  |
| 2013 | Dawid Podsiadło                | Comfort and Happiness               | [ 5 ]  |
| 2014 | Indila                         | Mini World                          | [ 6 ]  |
| 2015 | Adele                          | 25                                  | [ 7 ]  |
| 2016 | O.S.T.R.                       | Życie po śmierci                    | [ 8 ]  |
| 2017 | Quebonafide                    | Egzotyka                            | [ 9 ]  |
| 2018 | Dawid Podsiadło                | Małomiasteczkowy                    | [ 10 ] |
| 2019 | Dawid Podsiadło                | Małomiasteczkowy                    | [ 11 ] |
| 2020 | Quebonafide                    | Romantic Psycho                     | [ 12 ] |
| 2021 | Sanah                          | Irenka                              | [ 13 ] |
| 2022 | Sanah                          | Uczta                               | [ 14 ] |
| 2023 | Taco Hemingway                 | 1-800-Oświecenie                    | [ 15 ] |
| 2024 | Sanah                          | Kaprysy                             | [ 16 ] |